# .nato
.nato – zlikwidowana funkcjonalna domena internetowa najwyższego poziomu. Powstała w późnych latach 80. dla użytku NATO. Jednak krótko potem powstała domena .int dla organizacji międzynarodowych, więc NATO zaczęło używać domeny .nato.int. Mimo to domena została usunięta dopiero w lipcu 1996.